# 俑之城
《俑之城》（英語：Realm of Terracotta）是2021年中国大陆3D动画电影，导演丁亮、林永长、陈娇艳，编剧徐芸、崔铁志，主要配音员朱光祖、张茗、周子瑜、谭笑。

## 剧情
该片讲述了秦始皇兵马俑的故事。

## 演员
- 朱光祖
- 张茗
- 周子瑜
- 谭笑

## 上映
2021年7月9日，《俑之城》在中国大陆上映。